# Бонадуц
Бонадуц (нем. Bonaduz) — коммуна в Швейцарии, в кантоне Граубюнден.
Входит в состав округа Имбоден. Население составляет 2609 человек (на 31 декабря 2006 года). Официальный код — 3721.

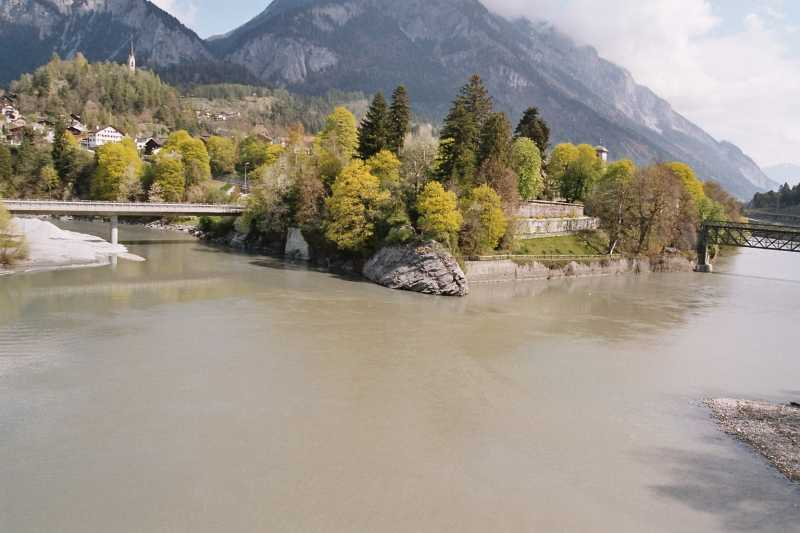
Бонадуц